# Humo de Muro
Humo de Muro (aragonesisch O Lumo de Muro) ist ein spanischer Ort in den Pyrenäen in der Provinz Huesca der Autonomen Gemeinschaft Aragonien. Der Ort gehört zur Gemeinde La Fueva. Im Jahr 2015 hatte Humo de Muro 14 Einwohner.
Der Ort, östlich der Embalse de Mediano gelegen, ist über die Landstraße HU-V-6442 zu erreichen.

## Sehenswürdigkeiten
- Casa Clavería, erbaut im 16. Jahrhundert